# Déségrégation

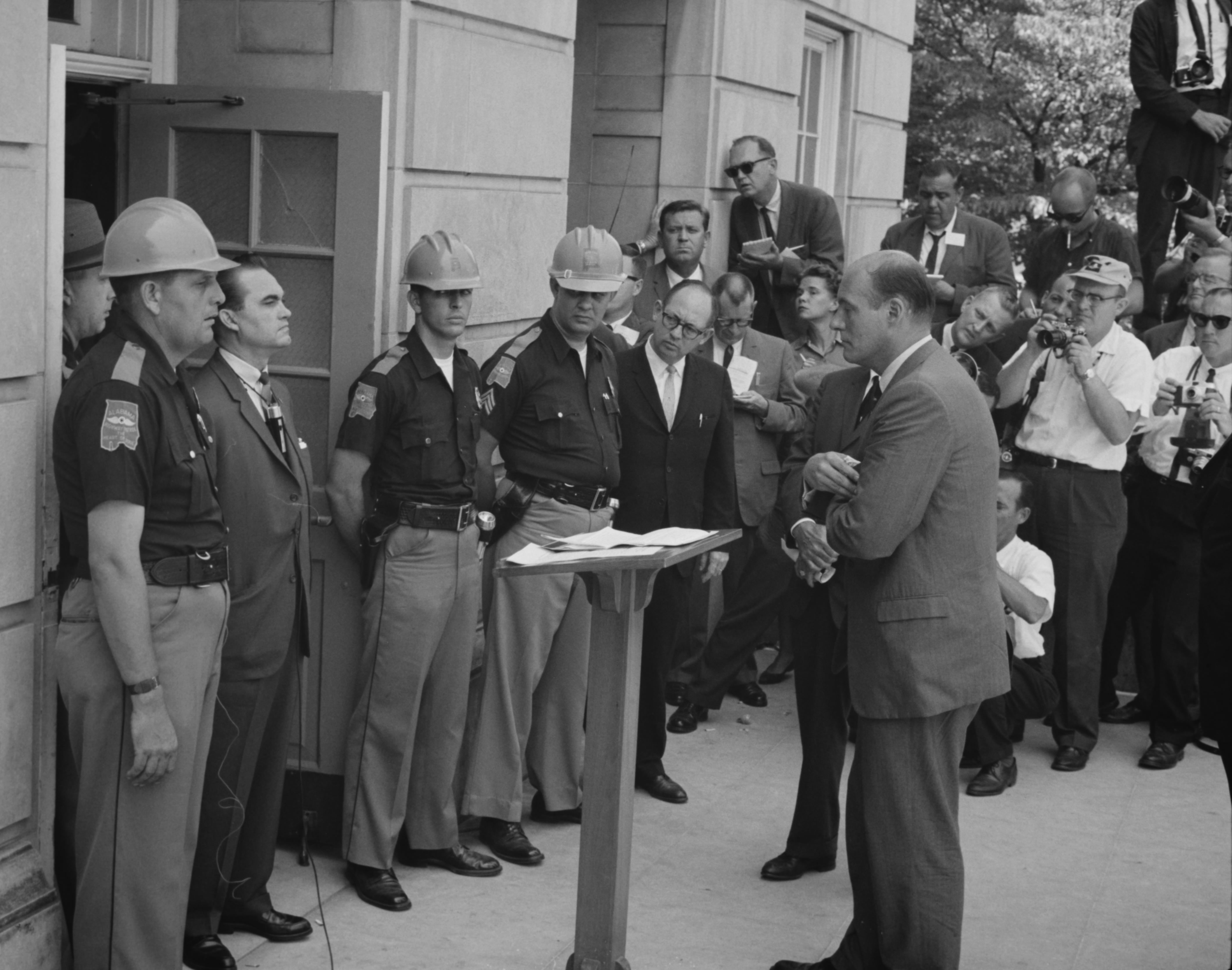
George Wallace (devant la porte) défiant la déségrégation de l'université de l'Alabama en juin 1963.

La déségrégation est un processus visant à mettre fin à la ségrégation raciale ou sociale au sein d'un territoire. Ce terme est principalement utilisé aux États-Unis pour faire référence à l'objectif du mouvement afro-américain des droits civiques militant pour l'abolition de la ségrégation raciale aux États-Unis.
Ce processus commence dans l'armée américaine. En 1941, l’Executive Order 8802 de Franklin Roosevelt interdit la discrimination raciale dans le secteur de la défense nationale, principalement les usines de guerre, puis l’Executive order 9981 en 1948 de Harry S. Truman supprime la ségrégation raciale dans l’armée qui était devenue intolérable voire dangereuse entre « frères d'armes ». Cette déségrégation se poursuit dans les écoles (arrêt Brown v. Board of Education de la Cour suprême des États-Unis, dominée par les républicains, issue en 1954) et universités.